# 4J Studios
4J Studios Limitedは、ダンディーに拠点を置くイギリスのビデオゲーム開発会社である。エディンバラに第2オフィスを構えている（以前はイースト・リンツンに所在）。2005年4月にVISエンターテインメント出身のクリス・ヴァン・デル・カイル、パディ・バーンズ、フランク・アーノットによって設立された。同社はMojang Studiosの『Minecraft』をコンソールや携帯型プラットフォームに移植したことで最も知られている。

## 歴史
4J Studiosは2005年4月19日にクリス・ヴァン・デル・カイル、パディ・バーンズ、フランク・アーノットによって設立された。これは、ヴァン・デル・カイルの以前のビデオゲーム事業であるVISエンターテインメントが管財手続きに入ってから12日後のことであった。3人はいずれも以前その会社に勤務しており、ヴァン・デル・カイルは社長兼最高経営責任者だった。
2012年11月、共同創設者でスタジオディレクターだったアーノットは、同僚のアンディ・ウェストとパット・マクガヴァーンと共にStormcloud Gamesを設立するため4J Studiosを離れたと発表した。2018年3月、4J Studiosはアバテイ大学の卒業生によって設立されたダンディー拠点のデベロッパーのPuny Astronautに「6桁」規模の資金を投資した。その後、4J Studiosのヴァン・デル・カイルとバーンズは同社の取締役会に加わり、ヴァン・デル・カイルは会長にも就任した。4J Studiosは2021年3月に投資ファンド「Chroma Ventures」を設立し、Puny Astronautの持分を吸収すると共に他の複数のスタジオに投資した。  
2022年10月、4J Studiosは2023年にPuny Astronautの『Skye Tales』を皮切りにゲームパブリッシングを開始する意向を発表した。2024年10月、カーブ・ゲームズが『Skye Tales』と4J自身の『Manic Mechanics』のパブリッシング権を取得した。
2024年5月、4J Studiosは次回プロジェクトとしてElements Engineのトレーラーを公開した。これは、ワールドサイズとパフォーマンスを重視してゼロから構築した独自の3Dボクセル型サンドボックスゲームエンジンである。Elements Engineの発表にあわせ、このエンジンで開発中の新作ゲームについても示唆された。
2024年9月、4J Studiosは新作ゲーム『Reforj』を発表した。これはElements Engine上で構築されたボクセル型サンドボックスビデオゲームである。開発チームにはMinecraftのYouTuberのジョセフ・ギャレット（Stampyとして知られる）も参加している。一般向けプレイテストは2025年4月に開始された。

## 開発したゲーム
| 年     | タイトル                                                    | プラットフォーム                                                                  | パブリッシャー                         |
| ------ | ----------------------------------------------------------- | --------------------------------------------------------------------------------- | -------------------------------------- |
| 2005年 | ブリーダーズカップ ワールド サラブレッド チャンピオンシップ | PlayStation 2、Xbox                                                               | ベセスダ・ソフトワークス               |
| 2006年 | Star Trek: Encounters                                       | PlayStation 2                                                                     | ベセスダ・ソフトワークス               |
| 2007年 | The Elder Scrolls IV: Oblivion（移植）                      | PlayStation 3                                                                     | ベセスダ・ソフトワークス               |
| 2007年 | Star Trek: Conquest                                         | PlayStation 2、Wii                                                                | ベセスダ・ソフトワークス               |
| 2008年 | AMF Bowling Pinbusters!                                     | ニンテンドーDS                                                                    | Vir2L Studios                          |
| 2008年 | Overlord: Raising Hell（移植）                              | PlayStation 3                                                                     | コードマスターズ                       |
| 2008年 | Ducati Moto                                                 | ニンテンドーDS                                                                    | Vir2L Studios                          |
| 2008年 | バンジョーとカズーイの大冒険（移植）                        | Xbox 360                                                                          | マイクロソフト ゲーム スタジオ         |
| 2009年 | バンジョーとカズーイの大冒険2（移植）                       | Xbox 360                                                                          | マイクロソフト ゲーム スタジオ         |
| 2009年 | Wuggle                                                      | iOS                                                                               | 4J Studios                             |
| 2009年 | Texas Wuggle                                                | iOS                                                                               | 4J Studios                             |
| 2010年 | パーフェクトダーク                                          | Xbox 360                                                                          | マイクロソフト ゲーム スタジオ         |
| 2012年 | Minecraft: Xbox 360 Edition                                 | Xbox 360                                                                          | マイクロソフト スタジオ                |
| 2013年 | Minecraft: PlayStation 3 Edition                            | PlayStation 3                                                                     | ソニー・コンピュータエンタテインメント |
| 2014年 | Minecraft: Xbox One Edition                                 | Xbox One                                                                          | マイクロソフト スタジオ                |
| 2014年 | Minecraft: PlayStation 4 Edition                            | PlayStation 4                                                                     | ソニー・コンピュータエンタテインメント |
| 2014年 | Minecraft: PlayStation Vita Edition                         | PlayStation Vita                                                                  | ソニー・コンピュータエンタテインメント |
| 2015年 | Minecraft: Wii U Edition                                    | Wii U                                                                             | Mojang                                 |
| 2017年 | Minecraft: Nintendo Switch Edition                          | Nintendo Switch                                                                   | Mojang                                 |
| 2023年 | Manic Mechanics                                             | Nintendo Switch、PlayStation 4、PlayStation 5、Windows、Xbox One、Xbox Series X/S | 4J Studios                             |
| 未定   | Reforj                                                      | Xbox Series X/S、PlayStation 5、Windows                                           | 4J Studios                             |

### 開発中止
- ゴールデンアイ 007（Xbox 360、Microsoft Game Studios）